# Hubert Heiss

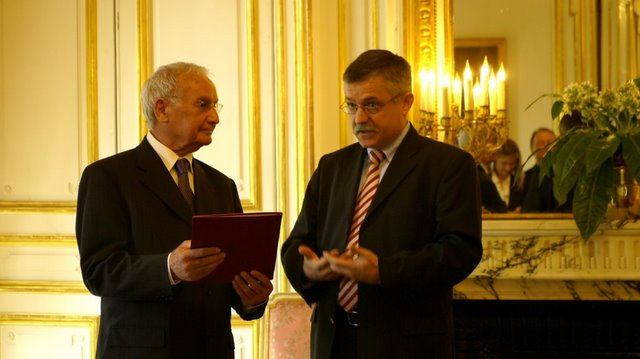
AHMA-Preisträger 2008 Robert Hébras mit Hubert Heiss bei der Verleihung des AHMA 2008 in der Österreichischen Botschaft in Paris (v. l. n. r.)

Hubert Heiss (* 1955 in Faggen, Bezirk Landeck, Tirol) ist ein österreichischer Diplomat und war Botschafter in Paris. Seit September 2016 ist er neuer Botschafter in Tokyo.

## Leben
Hubert Heiss besuchte die Volksschule und das Gymnasium in Salzburg, studierte Betriebswirtschaft und Handelswissenschaften an der Universität Innsbruck und der Wirtschaftsuniversität Wien.
Von 1982 bis 1985 war er als Handelsattaché an der österreichischen Botschaft in Algier tätig. Zwischen 1985 und 1987 war er stellvertretender Handelsdelegierter in London. Ab 1989 war er für ein Jahr Referent im Bundesministerium für auswärtige Angelegenheiten für die Sektion Wirtschafts- und Integrationspolitik, bevor er 1991 Botschaftsrat an der Österreichischen Mission bei den Europäischen Gemeinschaften in Brüssel wurde. 1995 bis 1999 war er Gesandter und Stellvertreter des Missionschefs an der Ständigen Vertretung Österreichs bei der EU in Brüssel.
Im Jahr 1999 betätigte sich Heiss als Leiter der Abteilung für Umwelt, Verkehr und Energie im Bundesministerium für auswärtige Angelegenheiten und von 2000 bis 2003 als Leiter der Stabsstelle für die Koordination der allgemeinen Regierungspolitik im Bundeskanzleramt.
Von 2003 bis 2007 als Leiter der Koordinationssektion im Bundeskanzleramt zuständig, war Heiss seit Juni 2007 Botschafter Österreichs in Frankreich und mitakkreditiert im Fürstentum Monaco. Dezember 2011 folgte ihm dort Ursula Plassnik, ehemalige Außenministerin, während Heiss in den Innendienst zurückwechselte, und die Sektion III EU-Koordination und wirtschaftspolitische Angelegenheiten im Außenministerium übernahm.
Im September 2016 übernahm er die Funktion des österreichischen Botschafters in Tokyo von seinem Vorgänger Bernhard Zimburg.

## Auszeichnungen
- 2005: Großes Goldenes Ehrenzeichen für Verdienste um die Republik Österreich[5]